# جیل دی بروین
جیل دی بروین (انگلیسی: Jill De Bruyn؛ زادهٔ ۱۳ دسامبر ۱۹۹۳) بازیکن فوتبال اهل لوکزامبورگ است.
او همچنین در تیم ملی فوتبال Luxembourg بازی کرده‌است.